# Пролетарка (Червоногвардійський район)
Пролета́рка (рос. Пролетарка) — селище у складі Червоногвардійського району Оренбурзької області, Росія.

## Населення
Населення — 388 осіб (2010; 420 у 2002).
Національний склад (станом на 2002 рік):
- башкири — 57 %